# Antioco (figlio di Cratida)
Antioco (in greco antico: Αντίοχος?, Antíochos; Aptera, ... – ...; fl. III secolo a.C.) è stato un funzionario, militare e sacerdote egizio vissuto nel III secolo a.C.

## Biografia
Figlio di un certo Cratida e proveniente dalla città di Aptera a Creta, Antioco nel 267 a.C., all'inizio della guerra cremonidea, era uno dei comandanti della forza egizia inviata in Attica. Fu in seguito nominato sacerdote eponimo di Alessandro nel 248/247 a.C.
Probabilmente fu lui l'Antioco che, intorno al 246-245 a.C. e guadagnato un posto di prestigio a tal punto da essere chiamato "amico" (philos) del re Tolomeo III Evergete, fu nominato governatore militare (στρατηγός, strategós) di Cilicia, regione appena riconquistata all'impero seleucide.